# Campionati europei di hockey su pista
I Campionati europei di hockey su pista (ingl. Rink Hockey European Championship) sono la massima competizione europea di hockey su pista per squadre nazionali maschili e sono organizzati dal World Skate Europe Rink Hockey, che è il comitato continentale deputato a gestire tale disciplina.
Furono istituiti nel 1926 anno in cui vide la sua prima edizione con l'Inghilterra come vincitrice. Il vincitore del torneo si fregia del titolo di campione d'Europa per il biennio successivo alla vittoria.
Si sono tenute cinquantaquattro edizioni del torneo; campione in carica è la Spagna, che ha vinto l'edizione più recente, quella del 2021. Il Portogallo è la nazionale più titolata con ventuno titoli, a seguire vi è la Spagna con diciotto successi, l'Inghilterra con dodici trofei ed infine l'Italia con tre successi.

## Albo d'oro
| Anno       | Città ospitante      | Finale      | Finale                | Finale      | 3º-4º posto/Semifinaliste | 3º-4º posto/Semifinaliste | 3º-4º posto/Semifinaliste | Squadre |
| Anno       | Città ospitante      | Vincitore   | Risultato             | Finalista   | Terzo posto               | Risultato                 | Quarto posto              | Squadre |
| ---------- | -------------------- | ----------- | --------------------- | ----------- | ------------------------- | ------------------------- | ------------------------- | ------- |
| 1926 (1ª)  | Herne Bay            | Inghilterra | Girone unico          | Francia     | Germania                  | Girone unico              | Svizzera                  | 6       |
| 1927 (2ª)  | Montreux             | Inghilterra | Girone unico          | Francia     | Svizzera                  | Girone unico              | Germania                  | 6       |
| 1928 (3ª)  | Herne Bay            | Inghilterra | Girone unico          | Francia     | Germania                  | Girone unico              | Svizzera                  | 6       |
| 1929 (4ª)  | Montreux             | Inghilterra | Girone unico          | Italia      | Francia                   | Girone unico              | Germania                  | 6       |
| 1930 (5ª)  | Herne Bay            | Inghilterra | Girone unico          | Francia     | Germania                  | Girone unico              | Svizzera                  | 6       |
| 1931 (6ª)  | Montreux             | Inghilterra | Girone unico          | Francia     | Svizzera                  | Girone unico              | Italia                    | 7       |
| 1932 (7ª)  | Herne Bay            | Inghilterra | Girone unico          | Germania    | Francia                   | Girone unico              | Portogallo                | 6       |
| 1934 (8ª)  | Herne Bay            | Inghilterra | Girone unico          | Germania    | Svizzera                  | Girone unico              | Italia                    | 6       |
| 1936 (9ª)  | Stoccarda            | Inghilterra | Girone unico          | Italia      | Portogallo                | Girone unico              | Svizzera                  | 7       |
| 1937 (10ª) | Herne Bay            | Inghilterra | Girone unico          | Svizzera    | Portogallo                | Girone unico              | Italia                    | 7       |
| 1938 (11ª) | Anversa              | Inghilterra | Girone unico          | Italia      | Belgio                    | Girone unico              | Portogallo                | 7       |
| 1939 (12ª) | Montreux             | Inghilterra | Girone unico          | Italia      | Portogallo                | Girone unico              | Belgio                    | 7       |
| 1947 (13ª) | Lisbona              | Portogallo  | Girone unico          | Belgio      | Spagna                    | Girone unico              | Italia                    | 7       |
| 1948 (14ª) | Montreux             | Portogallo  | Girone unico          | Inghilterra | Italia                    | Girone unico              | Spagna                    | 8       |
| 1949 (15ª) | Lisbona              | Portogallo  | Girone unico          | Spagna      | Italia                    | Girone unico              | Belgio                    | 8       |
| 1950 (16ª) | Milano               | Portogallo  | Girone unico          | Italia      | Svizzera                  | Girone unico              | Spagna                    | 9       |
| 1951 (17ª) | Barcellona           | Spagna      | Girone unico          | Portogallo  | Italia                    | Girone unico              | Belgio                    | 11      |
| 1952 (18ª) | Porto                | Portogallo  | Girone unico          | Italia      | Spagna                    | Girone unico              | Belgio                    | 9       |
| 1953 (19ª) | Ginevra              | Italia      | Girone finale         | Portogallo  | Spagna                    | Girone finale             | Svizzera                  | 11      |
| 1954 (20ª) | Barcellona           | Spagna      | Girone unico          | Portogallo  | Italia                    | Girone unico              | Belgio                    | 12      |
| 1955 (21ª) | Milano               | Spagna      | Girone finale         | Italia      | Portogallo                | Girone finale             | Svizzera                  | 13      |
| 1956 (22ª) | Porto                | Portogallo  | Girone unico          | Spagna      | Italia                    | Girone unico              | Germania Ovest            | 10      |
| 1957 (23ª) | Barcellona           | Spagna      | Girone unico          | Portogallo  | Italia                    | Girone unico              | Inghilterra               | 6       |
| 1959 (24ª) | Ginevra              | Portogallo  | Girone finale         | Spagna      | Italia                    | Girone finale             | Inghilterra               | 10      |
| 1961 (25ª) | Torino               | Portogallo  | Girone unico          | Spagna      | Italia                    | Girone unico              | Paesi Bassi               | 10      |
| 1963 (26ª) | Porto                | Portogallo  | Girone unico          | Spagna      | Paesi Bassi               | Girone unico              | Svizzera                  | 9       |
| 1965 (27ª) | Lisbona              | Portogallo  | Girone unico          | Spagna      | Italia                    | Girone unico              | Paesi Bassi               | 9       |
| 1967 (28ª) | Bilbao               | Portogallo  | Girone unico          | Spagna      | Paesi Bassi               | Girone unico              | Italia                    | 9       |
| 1969 (29ª) | Losanna              | Spagna      | Girone unico          | Portogallo  | Paesi Bassi               | Girone unico              | Francia                   | 9       |
| 1971 (30ª) | Lisbona              | Portogallo  | Girone unico          | Spagna      | Italia                    | Girone unico              | Germania Ovest            | 9       |
| 1973 (31ª) | Iserlohn             | Portogallo  | Girone unico          | Spagna      | Germania Ovest            | Girone unico              | Italia                    | 9       |
| 1975 (32ª) | Viareggio            | Portogallo  | Girone unico          | Spagna      | Italia                    | Girone unico              | Germania Ovest            | 8       |
| 1977 (33ª) | Porto                | Portogallo  | Girone unico          | Spagna      | Italia                    | Girone unico              | Germania Ovest            | 9       |
| 1979 (34ª) | Barcellona           | Spagna      | Girone unico          | Portogallo  | Italia                    | Girone unico              | Paesi Bassi               | 9       |
| 1981 (35ª) | Essen                | Spagna      | Girone unico          | Portogallo  | Paesi Bassi               | Girone unico              | Italia                    | 9       |
| 1983 (36ª) | Vercelli             | Spagna      | Girone unico          | Portogallo  | Italia                    | Girone unico              | Paesi Bassi               | 8       |
| 1985 (37ª) | Barcelos             | Spagna      | Girone unico          | Italia      | Portogallo                | Girone unico              | Paesi Bassi               | 9       |
| 1987 (38ª) | Oviedo               | Portogallo  | Girone unico          | Spagna      | Italia                    | Girone unico              | Germania Ovest            | 9       |
| 1990 (39ª) | Lodi                 | Italia      | Girone unico          | Spagna      | Portogallo                | Girone unico              | Paesi Bassi               | 9       |
| 1992 (40ª) | Wuppertal            | Portogallo  | Girone unico          | Italia      | Spagna                    | Girone unico              | Germania                  | 10      |
| 1994 (41ª) | Funchal              | Portogallo  | 1 - 1 (dts) (3-1 dtr) | Spagna      | Italia                    | 3 - 0                     | Svizzera                  | 13      |
| 1996 (42ª) | Salsomaggiore Terme  | Portogallo  | Girone unico          | Italia      | Spagna                    | Girone unico              | Svizzera                  | 9       |
| 1998 (43ª) | Paços de Ferreira    | Portogallo  | 1 - 1 (dts) (2-1 dtr) | Spagna      | Italia                    | 10 - 2                    | Svizzera                  | 10      |
| 2000 (44ª) | Wimmis               | Spagna      | 4 - 3                 | Portogallo  | Italia                    | 4 - 0                     | Francia                   | 8       |
| 2002 (45ª) | Firenze              | Spagna      | 4 - 2                 | Portogallo  | Italia                    | 4 - 3                     | Francia                   | 9       |
| 2004 (46ª) | La Roche-sur-Yon     | Spagna      | 4 - 2                 | Italia      | Portogallo                | 2 - 1                     | Svizzera                  | 8       |
| 2006 (47ª) | Monza                | Spagna      | 2 - 0                 | Svizzera    | Portogallo                | 5 - 4                     | Italia                    | 9       |
| 2008 (48ª) | Oviedo               | Spagna      | 1 - 0                 | Portogallo  | Italia                    | 4 - 3                     | Francia                   | 8       |
| 2010 (49ª) | Wuppertal            | Spagna      | 8 - 2                 | Portogallo  | Francia                   | 1 - 1 (dts) (2-0 dtr)     | Germania                  | 8       |
| 2012 (50ª) | Paredes              | Spagna      | Girone unico          | Portogallo  | Italia                    | Girone unico              | Francia                   | 7       |
| 2014 (51ª) | Alcobendas           | Italia      | Girone unico          | Spagna      | Portogallo                | Girone unico              | Germania                  | 6       |
| 2016 (52ª) | Oliveira de Azeméis  | Portogallo  | 6 - 2                 | Italia      | Spagna                    | 7 - 1                     | Svizzera                  | 8       |
| 2018 (53ª) | La Coruña            | Spagna      | 6 - 3                 | Portogallo  | Italia                    | 5 - 2                     | Francia                   | 11      |
| 2021 (54ª) | Paredes              | Spagna      | 2 - 1 (dts)           | Francia     | Non disputata             | Non disputata             | Non disputata             | 6       |
| 2023 (55ª) | Sant Sadurní d'Anoia | Spagna      | 4 - 2                 | Portogallo  | Italia                    | 5 - 5 (dts) (4-3 dtr)     | Francia                   | 8       |

### Riepilogo vittorie per nazionale
| Numero | Nazionale   | Anni |
| ------ | ----------- | --- |
| 21     | Portogallo  | 1947, 1948, 1949, 1950, 1952, 1956, 1959, 1961, 1963, 1965, 1967, 1971, 1973, 1975, 1977, 1987, 1992, 1994, 1996, 1998, 2016 |
| 19     | Spagna      | 1951, 1954, 1955, 1957, 1969, 1979, 1981, 1983, 1985, 2000, 2002, 2004, 2006, 2008, 2010, 2012, 2018, 2021, 2023             |
| 12     | Inghilterra | 1926, 1927, 1928, 1929, 1930, 1931, 1932, 1934, 1936, 1937, 1938, 1939                                                       |
| 3      | Italia      | 1953, 1990, 2014 |

### Medagliere
| Squadra     | Vincitore | Secondo posto | Terzo posto | Totale podi |
| ----------- | --------- | ------------- | ----------- | ----------- |
| Portogallo  | 21        | 15            | 9           | 44          |
| Spagna      | 19        | 16            | 7           | 41          |
| Inghilterra | 12        | 1             | 0           | 13          |
| Italia      | 3         | 12            | 23          | 38          |
| Francia     | 0         | 6             | 3           | 8           |
| Germania    | 0         | 2             | 3           | 5           |
| Svizzera    | 0         | 2             | 3           | 5           |
| Belgio      | 0         | 1             | 1           | 2           |
| Paesi Bassi | 0         | 0             | 4           | 4           |
| Germania    | 0         | 0             | 1           | 1           |

## Sedi delle fasi finali
| Nazione     | Numero | Città e anni |
| ----------- | ------ | --- |
| Portogallo  | 14     | Lisbona: 1947, 1949, 1965, 1971 Porto: 1952, 1956, 1963, 1977 Paredes: 2012, 2021 Barcelos: 1985 Funchal: 1994 Oliveira de Azeméis: 2016 Paços de Ferreira: 1998 |
| Spagna      | 10     | Barcellona: 1951, 1954, 1957, 1979 Oviedo: 1987, 2008 Alcobendas: 2014 La Coruña: 2018 Bilbao: 1967 Sant Sadurní d'Anoia: 2023                                   |
| Italia      | 9      | Milano: 1950, 1955 Firenze: 2002 Lodi: 1990 Monza: 2006 Salsomaggiore Terme: 1996 Torino: 1961 Vercelli: 1983 Viareggio: 1975                                    |
| Svizzera    | 9      | Montreux: 1927, 1929, 1931, 1939, 1948 Ginevra: 1953, 1959 Losanna: 1969 Wimmis: 2000                                                                            |
| Inghilterra | 6      | Herne Bay: 1926, 1928, 1930, 1932, 1934, 1937 |
| Germania    | 5      | Wuppertal: 1992, 2010 Iserlohn: 1973 Essen: 1981 Stoccarda: 1936                                                                                                 |
| Belgio      | 1      | Anversa: 1938 |
| Francia     | 1      | La Roche-sur-Yon: 2004 |